# 哈巴湖
哈巴湖位于中国宁夏回族自治区吴忠市盐池县中北部，距盐池县城37公里。已设立国家级自然保护区。哈巴湖总面积16万公顷，湿地总面积2.16万公顷。
在哈巴湖以西，沿原始湖边缘发现有细石器文化遗址。